# Archer Daniels Midland
Archer Daniels Midland Company (ADM) – amerykańska korporacja z siedzibą w Chicago w Stanach Zjednoczonych, zajmująca się przetwarzaniem żywności i handlem na rynkach towarowych. Na całym świecie firma zatrudnia ponad 33 000 pracowników i posiada ponad 270 zakładów przetwórczych, gdzie ziarna zbóż i roślin oleistych są przetwarzane na produkty używane w napojach, nutraceutykach, przemyśle i paszach zwierzęcych na rynkach ogólnoświatowych.
Przez trzy lata z rzędu w roku 2009, 2010 i 2011 ADM została wybrana najbardziej podziwianą firmą branży produkcji żywności na świecie w rankingu magazynu Fortune.
Firma świadczy też usługi składowania i transportu produktów rolnych. Do jej spółek córek należą American River Transportation Company i ADM Trucking, Inc.

## Gama produktów
Firma produkuje oleje i mąki z soi, nasion bawełny, nasion słonecznika, rzepaku, orzechów ziemnych, lnu. ADM wytwarza też oleje diacyloglicerolowe,  zarodki kukurydziane, gluten paszowy kukurydziany, syropy, skrobie, glukozę, dekstrozę, dekstrozę krystaliczną, syropy słodzące kukurydziane wysokofruktozowe, płynne kakao, proszek kakaowy, masło kakaowe, czekolady, etanol i mąkę pszenną.
Poza produkcją żywności i składników żywności, firma inwestuje też w produkcję paliw. W budżecie z roku 2007 ADM niemal podwoiła wydatki kapitałowe, z przeznaczeniem na projekty bioenergetyczne, w tym głównie bioetanol i biodiesel.

### Przetwarzanie nasion oleistych
Segment przetwarzania nasion oleistych obejmuje ogólnoświatowe działania związane z wytwarzaniem, handlem, rozdrabnianiem i dalszym przetwarzaniem nasion takich jak nasiona soi i nasiona miękkie (nasiona bawełny, słonecznika, rzepaku, lnu) na oleje roślinne i mąki.

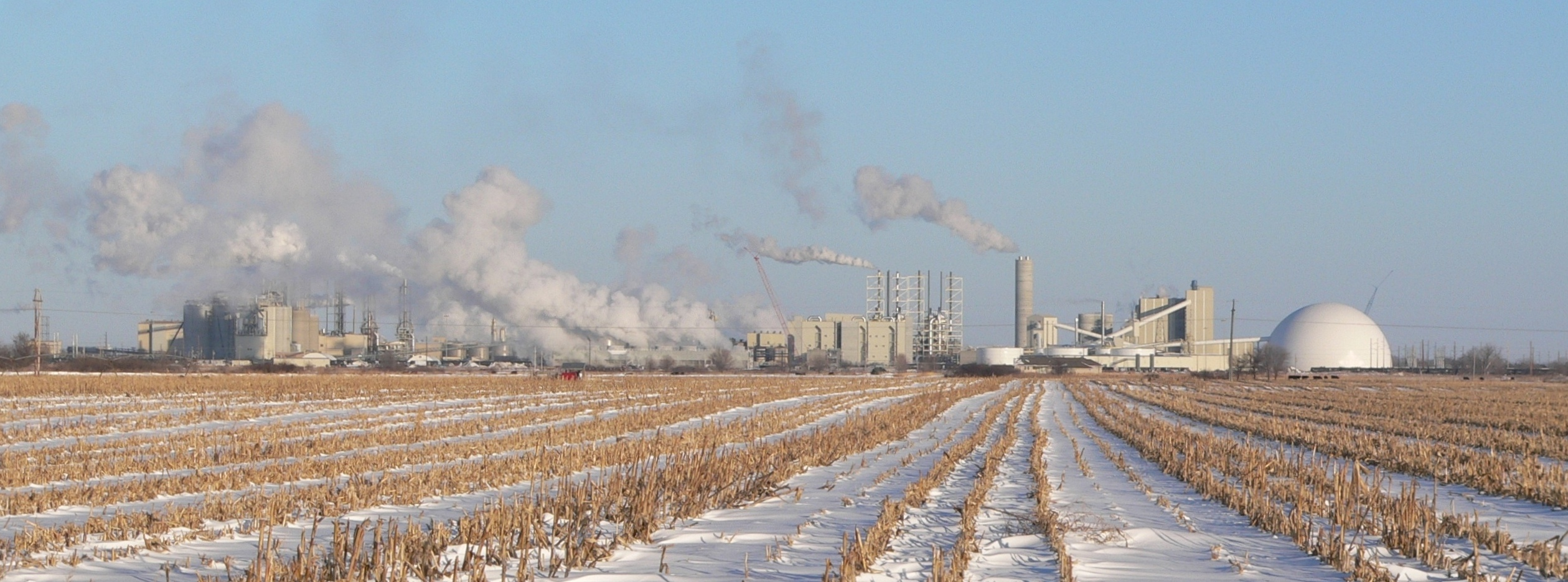
Zakład przetwórczy kukurydzy w Columbus w stanie Nebraska należący do ADM

### Przetwarzanie kukurydzy
Segment przetwarzania kukurydzy obejmuje mielenie kukurydzy na mokro i na sucho. Do zadań segmentu należy przetworzenie kukurydzy na słodziki i skrobie, a także na bioprodukty. Do produktów wytwarzanych w tym segmencie należą słodziki, skrobie, syropy, glukoza i dekstroza. Dekstroza i skrobia są używane przez segment do dalszych działań na bioproduktach. Baza kapitałowa segmentu przetwarzania kukurydzy znajduje się w centralnej części Stanów Zjednoczonych.

### Usługi rolnicze
Segment usług rolniczych ADM wykorzystuje elewatory, globalną sieć transportową i operacje portowe do zakupu, składowania, oczyszczania i transportu towarów rolnych, takich jak nasiona oleiste, kukurydza, pszenica, owies, ryż, jęczmień, a następnie odsprzedaży tych towarów jako żywności, składników żywności i surowców do przemysłu przetwórstwa rolnego.

### Inne produkty

#### Usługi dla inwestorów
ADM Investor Services, Inc. posiada status Futures Commission Merchant oraz jest członkiem clearingowym wszystkich głównych giełd towarowych w Stanach Zjednoczonych. Firma świadczy też usługi brokerskie w Europie i Azji.

#### Usługi ubezpieczeniowe
Firma obsługuje świadczenia ubezpieczeniowe swojego majątku, od wypadków, morskie, kredytowe i od innych ryzyk w formie keptywu.
ADM Crop Risk Services sprzedaje i obsługuje ubezpieczenia rolnicze farmerom.

## Historia
W roku 1902 George A. Archer i John W. Daniels założyli przedsiębiorstwo przetwarzania lnu w Minneapolis w Minnesocie w Stanach Zjednoczonych. W 1923 ich firma Archer-Daniels Linseed Company przejęła Midland Linseed Products Company, co dało początki Archer Daniels Midland Company.
W roku 1970 dyrektorem generalnym ADM został Dwayne Andreas, któremu przypisuje się przetransformowanie firmy w rynkowego potentata. Andreas pozostał dyrektorem do roku 1997, kiedy na jego pozycję został mianowany jego bratanek G. Allen Andreas. Dwayne Andreas to jeden z najwybitniejszych darczyńców na kampanie wyborcze w historii USA. W trakcie sprawowania funkcji w firmie przekazał miliony dolarów kandydatom Republikanów i Demokratów.
W 2001 prezesem firmy został Paul B. Mulhollem. W czasie jego kadencji ADM została pierwszą amerykańską firmą, która podpisała umowę handlową z Kubą po zniesieniu embarga w 2000 roku nałożonego w 1960.
W maju 2006 roku CEO firmy została Patricia A. Woertz, wcześniej pracująca w Chevronie. Oczekiwano od niej, że skupi się na rozwijaniu biopaliw i etanolu. W lutym 2007 roku Woertz została wybrana szefem zarządu ADM.
Od października 2012 roku firma poszukiwała sposobów wsparcia swojej działalności na rynkach azjatyckich, celem czego chciała przejąć australijską GrainCorp, posiadającą sieć składów i obiektów portowych w Australii. Przejęcie to zostało zablokowane 23 listopada 2013 roku przez australijskiego skarbnika Joego Hockeya.
7 lipca 2014 ADM ogłosiła zamiar zakupu za 3 mld dolarów szwajcarsko-niemieckiej firmy Wild Flavors produkującej naturalne składniki. Celem było zdywersyfikowanie ADM i pomożenie jej przyciągnięcia konsumentów, którzy coraz bardziej cenią żywność z naturalnymi składnikami i przyprawami.
5 listopada 2014 roku firma ogłosiła, że od 1 stycznia 2015 nowym dyrektorem generalnym zostanie Juan Luciano, pracujący na stanowisku dyrektora ds. operacyjnych od 2011 roku. Patricia A. Woertz pozostanie szefem zarządu do 2016, kiedy planuje odejść na emeryturę.

## Krytyka

### Zmowa cenowa
W 1993 ADM była przedmiotem śledztwa Departamentu Sprawiedliwości w sprawie ustawiania cen lizyny. Wysocy rangą dyrektorzy firmy zostali oskarżeni o udział w zmowie cenowej obejmującej międzynarodowy rynek lizyny, a trzech, w tym wiceprezes Michael Andreas, zostało finalnie skazanych na karę więzienia federalnego w 1999. Ponadto w 1997 na firmę została nałożona kara finansowa w wysokości 100 mln dolarów, która w tamtym okresie była największą karą antytrustową w historii Stanów Zjednoczonych. Mark Whitacre, demaskator i informator FBI w sprawie zmowy cenowej na rynku lizyny, również znalazł się w kłopotach za defraudację firmowych środków pieniężnych w okresie, gdy był informatorem FBI.
Książką, która dokumentuje zmowę cenową na rynku lizyny w latach dziewięćdziesiątych, jest The Informant, wydawnictwo z gatunku literatury faktu. W 2009 na jej podstawie nakręcono film Intrygant.

### Naruszenie ustawy o zagranicznych praktykach korupcyjnych
20 grudnia Amerykańska Komisja Papierów Wartościowych i Giełd ogłosiła ukaranie ADM za niezapobieżenie niedozwolonym płatnościom dokonanym przez zagraniczne podmioty zależne firmy dla urzędników rządowych Ukrainy, co stanowiło naruszenie ustawy o zagranicznych praktykach korupcyjnych (Foreign Corrupt Practices Act of 1977). Archer Daniels Midland zgodziła się zapłacić w rozliczeniu ponad 36 mln dolarów.

### Środowisko
Firma była przedmiotem kilku znacznych procesów federalnych związanych z zanieczyszczaniem powietrza. W 2001 roku ADM zgodziła się zapłacić karę 1,46 mln dolarów za naruszenie przepisów stanu Illinois i federalnych dotyczących zanieczyszczenia powietrza. Naruszenie miało miejsce w fabryce pasz w Decatur w stanie Illinois, a firma zgodziła się także na przeznaczenie 1,6 mln dolarów na zakup urządzeń zmniejszających poziom zanieczyszczeń emitowanych przez fabrykę.
W 2003 roku firma była przedmiotem skarg federalnych o zanieczyszczanie powietrza związanych z unikaniem przepisów Ustawy o Czystym Powietrzu (Clean Air Act), która wymaga wybudowania ulepszeń związanych z kontrolą zanieczyszczeń w momencie modernizacji fabryki. Firma zapłaciła kary w kwocie 4,5 mln dolarów oraz przeznaczyła 6 mln dolarów na wspieranie projektów ochrony środowiska. Ponadto ADM zgodziła się na wyeliminowanie emisji ponad 60 000 ton tlenku węgla, pyłów, lotnych substancji organicznych i innych zanieczyszczeń z 42 fabryk w 17 stanach, kosztem setek milionów dolarów.
Archer Daniels Midland jest zaangażowana we wspólny projekt z firmą Daimler AG oraz Bayer CropScience, mający na celu opracowanie biopaliwa z jatrofy.
Celem zredukowania swojego śladu węglowego, firma weszła w partnerstwo z Midwest Geological Sequestration Association i innymi organizacjami, aby przetestować składowanie emisji dwutlenku węgla pod ziemią.

### Dotacje rolnicze
Firma lobbuje dotacje rolnicze oraz protekcje cenowe dotyczące cukru i etanolu. Według raportu z roku 1995 sporządzonego przez libertariański think tank Cato Institute ADM kosztowała gospodarkę amerykańską miliardy dolarów od roku 1980 oraz pośrednio kosztowała Amerykanów dziesiątki miliardów dolarów w wyższych cenach i wyższych podatkach w tym samym okresie. Nie mniej niż 43 procent rocznych zysków ADM pochodzi z produktów silnie dotowanych lub chronionych przez rząd amerykański. Co więcej, każdy 1 dolar zysków zarobionych przez ADM na operacjach na słodzikach kukurydzianych kosztuje konsumentów 10 dolarów, a każdy 1 dolar zysków zarobionych na operacjach na bioetanolu kosztuje podatników 30 dolarów.